# XOR-poort

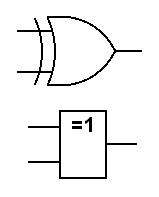
Amerikaans (boven) en IEC-symbool van een XOR-poort met twee ingangen

De Exclusive OR (XOR) (Nederlands: EXOF-poort) is een booleaanse operator. De XOR-poort is een logische bouwsteen van digitale schakelingen. De poort heeft twee ingangen en 1 uitgang. De logische toestand van de uitgang is 1 als een van de ingangen 1 is maar niet beide. De bepaling exclusief heeft betrekking op het wederzijds uitsluitende karakter van de ingangen voor de functie. In zekere zin is daarmee de wisselschakeling een huis-tuin-en-keukenvoorbeeld van de XOR-operator.

## Booleaanseoverdrachtsfuncties
Voor een XOR-poort met twee ingangen bestaat de notatie met de XOR-operator {\displaystyle \oplus }:
{\displaystyle Q=P_{1}\oplus P_{2}}
De werking van de XOR-operator kan als volgt worden uitgedrukt met behulp van de AND-, OR- en NOT-operator:
{\displaystyle Q=P_{1}\cdot {\overline {P_{2}}}+{\overline {P_{1}}}\cdot P_{2}}
Voor n ingangen, 3 of meer:
{\displaystyle Q=P_{1}\cdot {\overline {P_{2}}}\cdot ...\cdot {\overline {P_{n}}}+{\overline {P_{1}}}\cdot P_{2}\cdot ...\cdot {\overline {P_{n}}}+......+{\overline {P_{1}}}\cdot {\overline {P_{2}}}\cdot ...\cdot P_{n}}

## Waarheidstabellen
Een XOR-poort met twee ingangen heeft de volgende waarheidstabel:
| Ingangen | Ingangen | Uitgang |
| P2       | P1       | Q       |
| -------- | -------- | ------- |
| 0        | 0        | 0       |
| 0        | 1        | 1       |
| 1        | 0        | 1       |
| 1        | 1        | 0       |

Voor een poort met 3 ingangen is de waarheidstabel:
| Ingangen | Ingangen | Ingangen | Uitgang |
| P3       | P2       | P1       | Q       |
| -------- | -------- | -------- | ------- |
| 0        | 0        | 0        | 0       |
| 0        | 0        | 1        | 1       |
| 0        | 1        | 0        | 1       |
| 0        | 1        | 1        | 0       |
| 1        | 0        | 0        | 1       |
| 1        | 0        | 1        | 0       |
| 1        | 1        | 0        | 0       |
| 1        | 1        | 1        | 1       |

XOR vergelijkt booleaanse waarden en daarvan moet er een oneven aantal waar (1) zijn. In gewoon taalgebruik betekent OR "en/of", en XOR is de "of" daaruit: P1 óf P2, maar niet beide één. Let op dat bij drie of meer ingangen je een bits gewijze XOR moet uitvoeren zoals bij bovenstaande 3 ingangs XOR: ((P1 XOR P2) XOR P3).

## Logische opbouw

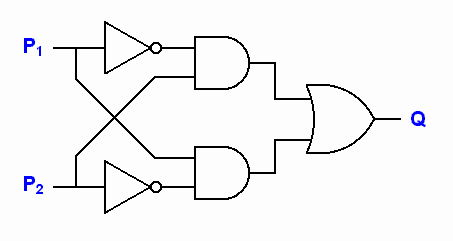
Overzicht van een XOR-poort

Bij een XOR-poort met twee ingangen wordt elk signaal met de omgekeerde (inverse) van het andere signaal door een AND-poort gestuurd.

Beide resultaten worden dan door een OR-poort gestuurd, zodat het enkel een logische 1 oplevert wanneer beide signalen verschillend zijn:

## Elektronische implementatie
XOR-poorten worden, meestal in groepen of in combinatie met andere logische schakelingen, als geïntegreerde schakeling uitgevoerd. Meestal is het positieve logica; een logische 1 correspondeert met een hoge spanning. Het type 7486 uit de TTL-serie 74xx is een voorbeeld van een viervoudige XOR met elk twee ingangen.

## Uitvoering

### Uitvoering metrelais
In de schakeling met relais is de logische opbouw niet eenvoudig aan te wijzen. Elk relais bezit een wisselcontact. De stroomkring met de contacten is gesloten, wanneer slechts één van beide relais bekrachtigd is. Positieve logica: 1 = stroomvoerend

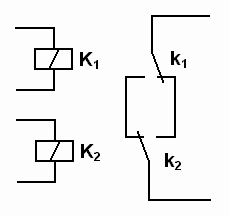
XOR-schakeling met relais

### Uitvoering met transistoren
Door combinatie van verschillende NAND-poorten wordt de juiste logische uitgangsspanning bereikt.

XOR-schakeling met transistoren